# The Virginian (film 1914)
The Virginian è un film muto del 1914 diretto da Cecil B. DeMille. Fu la prima di una serie di numerose versioni del lavoro di Owen Wister.

## Trama
Nel Wyoming, Molly Wood, la maestra del posto, è attratta da un cow boy che tutti chiamano il Virginiano. Tra i ladri di cavalli che infestano il paese, c'è anche Steve, il miglior amico del Virginiano.

## Produzione
Il film, prodotto dalla Jesse L. Lasky Feature Play Company (con il nome Famous Players-Lasky Production), fu girato il 25 aprile 1914 in California, a San Diego e a Newhall con un budget stimato di 17.022 dollari.

## Distribuzione
Distribuito dalla Famous Players-Lasky Corporation e Paramount Pictures, il film uscì nelle sale USA il 7 settembre 1914 . Nel 2007, fu distribuito in DVD dalla Passport Video.

### Date di uscita
IMDb e Silent Era DVD Archiviato il 1º febbraio 2011 in Internet Archive.
- USA	7 settembre 1914
- USA	29 dicembre 1918	 (riedizione)
- USA   12 giugno 2007     DVD

## Versioni cinematografiche e tv de Il virginiano
- The Virginian di Cecil B. DeMille (1914) (by)
- The Virginian di Tom Forman (1923) (romanzo)
- The Virginian di Victor Fleming (1929) (storia) (romanzo) (lavoro teatrale) (uncredited for novel and play)
- Il virginiano (The Virginian) di Stuart Gilmore (1946) (romanzo) (lavoro teatrale)
- "Decision" (1 episodio, 1958) - The Virginian (1958) Episodio TV (romanzo)
- "Il virginiano (The Virginian)" (225 episodi, 1962-1970) - The Gift (1970) Episodio TV (romanzo)  - Rich Man, Poor Man (1970) Episodio TV (romanzo) - The Sins of the Fathers (1970) Episodio TV (romanzo)  - A King's Ransom (1970) Episodio TV (romanzo) - No War for the Warrior (1970) Episodio TV (romanzo)  (altri 220)
- The Virginian (2000) (TV) (romanzo)